# Världsmästerskapen i simsport 2007
Världsmästerskapen i simsport 2007 anordnades i Melbourne i Australien 17 mars-1 april 2007.

## Medaljligan
| Placering | Land           | Guld | Silver | Brons | Totalt antal medaljer |
| --------- | -------------- | ---- | ------ | ----- | --------------------- |
| 1         | USA            | 21   | 14     | 5     | 40                    |
| 2         | Ryssland       | 11   | 6      | 8     | 25                    |
| 3         | Australien     | 9    | 9      | 8     | 26                    |
| 4         | Kina           | 9    | 5      | 2     | 16                    |
| 5         | Frankrike      | 3    | 2      | 2     | 7                     |
| 6         | Tyskland       | 2    | 5      | 4     | 11                    |
| 7         | Polen          | 2    | 1      | 1     | 4                     |
| 8         | Sydafrika      | 2    | 0      | 1     | 3                     |
| 9         | Japan          | 1    | 4      | 8     | 13                    |
| 10        | Kanada         | 1    | 3      | 1     | 5                     |
| 11        | Italien        | 1    | 2      | 6     | 9                     |
| 12        | Sverige        | 1    | 1      | 1     | 3                     |
| 13        | Sydkorea       | 1    | 0      | 1     | 2                     |
| 13        | Ukraina        | 1    | 0      | 1     | 2                     |
| 15        | Kroatien       | 1    | 0      | 0     | 1                     |
| 16        | Spanien        | 0    | 4      | 3     | 7                     |
| 17        | Nederländerna  | 0    | 2      | 3     | 5                     |
| 17        | Storbritannien | 0    | 2      | 3     | 5                     |
| 19        | Zimbabwe       | 0    | 2      | 0     | 2                     |
| 20        | Ungern         | 0    | 1      | 1     | 2                     |
| 21        | Vitryssland    | 0    | 1      | 0     | 1                     |
| 21        | Schweiz        | 0    | 1      | 0     | 1                     |
| 23        | Österrike      | 0    | 0      | 1     | 1                     |
| 23        | Danmark        | 0    | 0      | 1     | 1                     |
| 23        | Egypten        | 0    | 0      | 1     | 1                     |
| 23        | Grekland       | 0    | 0      | 1     | 1                     |
| 23        | Venezuela      | 0    | 0      | 1     | 1                     |
| Totalt    | Totalt         | 66   | 65     | 64    | 195                   |

## Resultat

### Simning

#### Herrar
| Gren:          | Guld:                                                                   | Tid                       | Silver:                                                                          | Tid      | Brons:                                                                            | Tid      |
| Frisim         |                                                                         |                           |                                                                                  |          |                                                                                   |          |
| 50 m           | Benjamin Wildman-Tobriner USA                                           | 21,88                     | Cullen Jones USA                                                                 | 21,94    | Stefan Nystrand Sverige                                                           | 21,97    |
| 100 m          | Filippo Magnini Italien Brent Hayden Kanada                             | 48,43                     |                                                                                  |          | Eamon Sullivan Australien                                                         | 48,47    |
| 200 m          | Michael Phelps USA                                                      | 1.43,86 Världsrekord      | Pieter van den Hoogenband Nederländerna                                          | 1.46,28  | Tae Hwan Park Sydkorea                                                            | 1.46,73  |
| 400 m1         | Tae Hwan Park Sydkorea                                                  | 3.44,30                   | Grant Hackett Australien                                                         | 3.45,43  | Jurij Prilukov Ryssland                                                           | 3.45,47  |
| 800 m1         | Przemysław Stańczyk Polen                                               | 7.47,91                   | Craig Stevens Australien                                                         | 7.48,67  | Federico Colbertaldo Italien                                                      | 7.49,98  |
| 1500 m         | Mateusz Sawrymowicz Polen                                               | 14.45,94                  | Jurij Prilukov Ryssland                                                          | 14.47,29 | David Davies Storbritannien                                                       | 14.51,21 |
| Ryggsim        |                                                                         |                           |                                                                                  |          |                                                                                   |          |
| 50 m           | Gerhard Zandberg Sydafrika                                              | 24,98                     | Thomas Rupprath Tyskland                                                         | 25,20    | Liam Tancock Storbritannien                                                       | 25,23    |
| 100 m          | Aaron Peirsol USA                                                       | 52,98 Världsrekord        | Ryan Lochte USA                                                                  | 53,50    | Liam Tancock Storbritannien                                                       | 53,61    |
| 200 m          | Ryan Lochte USA                                                         | 1.54,32 Världsrekord      | Aaron Peirsol USA                                                                | 1.54,80  | Markus Rogan Österrike                                                            | 1.56,02  |
| Bröstsim       |                                                                         |                           |                                                                                  |          |                                                                                   |          |
| 50 m           | Oleg Lisogor Ukraina                                                    | 27,66                     | Brendan Hansen USA                                                               | 27,69    | Cameron van der Burgh Sydafrika                                                   | 27,88    |
| 100 m          | Brendan Hansen USA                                                      | 59,80                     | Kosuke Kitajima Japan                                                            | 59,96    | Brenton Rickard Australien                                                        | 1.00,58  |
| 200 m          | Kosuke Kitajima Japan                                                   | 2.09,80                   | Brenton Rickard Australien                                                       | 2.10,99  | Loris Facci Italien                                                               | 2.11,03  |
| Fjärilsim      |                                                                         |                           |                                                                                  |          |                                                                                   |          |
| 50 m           | Roland Schoeman Sydafrika                                               | 23,18                     | Ian Crocker USA                                                                  | 23,47    | Jakob Schiott Andkjaer Danmark                                                    | 23,56    |
| 100 m          | Michael Phelps USA                                                      | 50,77                     | Ian Crocker USA                                                                  | 50,82    | Albert Altes Subirats Venezuela                                                   | 51,82    |
| 200 m          | Michael Phelps USA                                                      | 1.52,09 Världsrekord      | Peng Wu Kina                                                                     | 1.55,13  | Nikolaj Skvortsov Ryssland                                                        | 1.55,22  |
| Medley         |                                                                         |                           |                                                                                  |          |                                                                                   |          |
| 200 m          | Michael Phelps USA                                                      | 1.54,98 Världsrekord      | Ryan Lochte USA                                                                  | 1.56,19  | László Cseh Ungern                                                                | 1.56,92  |
| 400 m          | Michael Phelps USA                                                      | 4.06,22 Världsrekord      | Ryan Lochte USA                                                                  | 4.09,74  | Luca Marin Italien                                                                | 4.09,88  |
| Lagkapp frisim |                                                                         |                           |                                                                                  |          |                                                                                   |          |
| 4x100 m        | Michael Phelps Neil Walker Cullen Jones Jason Lezak USA                 | 3.12,72 Mästerskapsrekord | Massimiliano Rosolino Alessandro Calvi Christian Galenda Filippo Magnini Italien | 3.14,04  | Fabien Gilot Frederick Bousquet Julien Sicot Alain Bernard Frankrike              | 3.14,68  |
| 4x200 m        | Michael Phelps Ryan Lochte Klete Keller Peter Vanderkaay USA            | 7.03,24 Världsrekord      | Patrick Murphy Andrew Mewing Grant Bris Kenrick Monk Australien                  | 7.10,05  | Brian Johns Brent Hayden Richard Say Andrew Hurd Kanada                           | 7.10,70  |
| Lagkapp medley |                                                                         |                           |                                                                                  |          |                                                                                   |          |
| 4x100 m        | Matt Welsh Brenton Rickard Andrew Lauterstein Eamon Sullivan Australien | 3.34,93                   | Tomomi Morita Kosuke Kitajima Takashi Yamamoto Daisuke Hosokawa Japan            | 3.35,16  | Arkadij Vjattjanin Dmitrij Komornikov Nikolaj Skvortsov Jevgenij Lagunov Ryssland | 3.35,51  |

1Oussama Mellouli tog medalj på både 400 meter och 800 meter frisim men fråntogs medaljerna i efterhand på grund av doping. 

#### Damer
| Gren:          | Guld:                                                                  | Tid                        | Silver:                                                          | Tid      | Brons:                                                                         | Tid      |
| Frisim         |                                                                        |                            |                                                                  |          |                                                                                |          |
| 50 m           | Lisbeth Lenton Australien                                              | 24,53                      | Therese Alshammar Sverige                                        | 24,62    | Marleen Veldhuis Nederländerna                                                 | 24,70    |
| 100 m          | Lisbeth Lenton Australien                                              | 53,40 Mästerskapsrekord    | Marleen Veldhuis Nederländerna                                   | 53,70    | Britta Steffen Tyskland                                                        | 53,74    |
| 200 m          | Laure Manaudou Frankrike                                               | 1.55,52 Världsrekord       | Annika Lurz Tyskland                                             | 1.55,68  | Federica Pellegrini Italien                                                    | 1.56,97  |
| 400 m          | Laure Manaudou Frankrike                                               | 4.02,61 Mästerskapsrekord  | Otylia Jędrzejczak Polen                                         | 4.04,23  | Ai Shibata Japan                                                               | 4.05,19  |
| 800 m          | Kate Ziegler USA                                                       | 8.18,52 Mästerskapsrekord  | Laure Manaudou Frankrike                                         | 8.18,80  | Hayley Peirsol USA                                                             | 8.26,41  |
| 1500 m         | Kate Ziegler USA                                                       | 15.53,05 Mästerskapsrekord | Flavia Rigamonti Schweiz                                         | 15.55,38 | Ai Shibata Japan                                                               | 15.58,55 |
| Ryggsim        |                                                                        |                            |                                                                  |          |                                                                                |          |
| 50 m           | Leila Vaziri USA                                                       | 28,16 Världsrekord         | Aliaksandra Herasimenia Belarus                                  | 28,46    | Tayliah Zimmer Australien                                                      | 28,50    |
| 100 m          | Natalie Coughlin USA                                                   | 59,44 Världsrekord         | Laure Manaudou Frankrike                                         | 59,87    | Reiko Nakamura Japan                                                           | 1.00,40  |
| 200 m          | Margaret Hoelzer USA                                                   | 2.07,16 Mästerskapsrekord  | Kirsty Coventry Zimbabwe                                         | 2.07,54  | Reiko Nakamura Japan                                                           | 2.08,54  |
| Bröstsim       |                                                                        |                            |                                                                  |          |                                                                                |          |
| 50 m           | Jessica Hardy USA                                                      | 30,63                      | Leisel Jones Australien                                          | 30,70    | Tara Kirk USA                                                                  | 31,05    |
| 100 m          | Leisel Jones Australien                                                | 1.05,72 Mästerskapsrekord  | Tara Kirk USA                                                    | 1.06,34  | Anna Chlistunova Ukraina                                                       | 1.07,27  |
| 200 m          | Leisel Jones Australien                                                | 2.21,84                    | Kirsty Balfour Storbritannien Megan Jendrick USA                 | 2.25,94  |                                                                                |          |
| Fjärilsim      |                                                                        |                            |                                                                  |          |                                                                                |          |
| 50 m           | Therese Alshammar Sverige                                              | 25,91                      | Danni Miatke Australien                                          | 26,05    | Inge Dekker Nederländerna                                                      | 26,11    |
| 100 m          | Libby Lenton Australien                                                | 57,15 Mästerskapsrekord    | Jessicah Schipper Australien                                     | 57,24    | Natalie Coughlin USA                                                           | 57,34    |
| 200 m          | Jessicah Schipper Australien                                           | 2.06,39                    | Kimberly Vandenberg USA                                          | 2.06,71  | Otylia Jędrzejczak Polen                                                       | 2.06,90  |
| Medleysim      |                                                                        |                            |                                                                  |          |                                                                                |          |
| 200 m          | Kathryn Hoff USA                                                       | 2.10,13 Mästerskapsrekord  | Kirsty Coventry Zimbabwe                                         | 2.10,76  | Stephanie Rice Australien                                                      | 2.11,42  |
| 400 m          | Kathryn Hoff USA                                                       | 4.32,89 Världsrekord       | Jana Martinova Ryssland                                          | 4.40,14  | Stephanie Rice Australien                                                      | 4.41,19  |
| Lagkapp frisim |                                                                        |                            |                                                                  |          |                                                                                |          |
| 4x100 m        | Libby Lenton Melanie Schlanger Shayne Reese Jodie Henry Australien     | 3.35,48 Mästerskapsrekord  | Natalie Coughlin Lacey Nymeyer Amanda Weir Kara Lynn Joyce USA   | 3.35,68  | Inge Dekker Ronomi Kromowidjojo Femke Heemskerk Marleen Veldhuis Nederländerna | 3.36,81  |
| 4x200 m        | Natalie Coughlin Dana Vollmer Lacey Nymeyer Katie Hoff USA             | 7.50,09 Världsrekord       | Meike Freitag Britta Steffen Petra Dallmann Annika Lurz Tyskland | 7.53,82  | Alena Popchanka Sophie Huber Aurore Mongel Laure Manaudou Frankrike            | 7.55,96  |
| Lagkapp medley |                                                                        |                            |                                                                  |          |                                                                                |          |
| 4x100 m        | Emily Seebohm Leisel Jones Jessicah Schipper Lisbeth Lenton Australien | 3.55,74 Världsrekord       | Natalie Coughlin Tara Kirk Rachel Komisarz Lacey Nymeyer USA     | 3.58,31  | Longzi Xutian Nan Luo Yafei Zhou Yanwei Xu Kina                                | 4.01,97  |

### Öppet vatten-simning

#### Herrar
| Gren         | Guld                       | Silver                     | Brons                        |
| 5 kilometer  | Thomas Lurz Tyskland       | Jevgenij Drattsev Ryssland | Spyridon Gianniotis Grekland |
| 10 kilometer | Vladimir Dyattjin Ryssland | Thomas Lurz Tyskland       | Jevgenij Drattsev Ryssland   |
| 25 kilometer | Jurij Kudinov Ryssland     | Marco Formentini Italien   | Mohamed Zanaty Egypten       |

#### Damer
| Gren         | Guld                     | Silver                           | Brons                            |
| 5 kilometer  | Larisa Iltjenko Ryssland | Jekaterina Seliverstova Ryssland | Kate Brookes-Peterson Australien |
| 10 kilometer | Larisa Iltjenko Ryssland | Cassandra Patten Storbritannien  | Kate Brookes-Peterson Australien |
| 25 kilometer | Britta Kamrau Tyskland   | Kalyn Keller USA                 | Ksenia Popova Ryssland           |

### Simhopp

#### Herrar
| Gren             | Guld                   | Silver                                   | Brons                                     |
| 1 meter          | Lou Yutong Kina        | He Chong Kina                            | Christopher Sacchin Italien               |
| 3 meter          | Qin Kai Kina           | Alexandre Despatie Kanada                | Dmitri Sautin Ryssland                    |
| 10 meter         | Gleb Galperin Ryssland | Zhou Lüxin Kina                          | Lin Yue Kina                              |
| Synchro 3 meter  | Qin Kai Wang Feng Kina | Alexandre Despatie Arturo Miranda Kanada | Tobias Schellenberg Andreas Wels Tyskland |
| Synchro 10 meter | Huo Liang Lin Yue Kina | Dmitrij Dobroskok Gleb Galperin Ryssland | David Boudia Thomas Finchum USA           |

#### Damer
| Gren             | Guld                        | Silver                               | Brons                                    |
| 1 meter          | He Zi Kina                  | Blythe Hartley Kanada                | Julija Pachalina Ryssland                |
| 3 meter          | Guo Jingjing Kina           | Wu Minxia Kina                       | Tania Cagnotto Italien                   |
| 10 meter         | Wang Xin Kina               | Chen Ruolin Kina                     | Christin Steuer Tyskland                 |
| Synchro 3 meter  | Wu Minxia Guo Jingjing Kina | Ditte Kotzian Heike Fischer Tyskland | Sharleen Stratton Briony Cole Australien |
| Synchro 10 meter | Jia Tong Chen Ruolin Kina   | Briony Cole Melissa Wu Australien    | Annett Gamm Nora Subschinski Tyskland    |

### Konstsim
| Gren                | Guld                                             | Silver                                      | Brons                              |
| Individuellt teknik | Natalja Isjtjenko Ryssland                       | Gemma Mengual Spanien                       | Saho Harada Japan                  |
| Individuellt fri    | Virginie Dedieu Frankrike                        | Natalja Isjtjenko Ryssland                  | Gemma Mengual Spanien              |
| Par teknik          | Anastasija Jermakova Anastasia Davydova Ryssland | Paola Tirados Sanchez Gemma Mengual Spanien | Saho Harada Emiko Suzuki Japan     |
| Par fri             | Anastasija Jermakova Anastasia Davydova Ryssland | Paola Tirados Sanchez Gemma Mengual Spanien | Ayako Matsumura Emiko Suzuki Japan |
| Lag fri kombination | Ryssland                                         | Japan                                       | USA                                |
| Lag fri             | Ryssland                                         | Spanien                                     | Japan                              |
| Lag teknik          | Ryssland                                         | Japan                                       | Spanien                            |

### Vattenpolo
| Turnering       | Guld     | Silver     | Brons    |
| Herrar detaljer | Kroatien | Ungern     | Spanien  |
| Damer detaljer  | USA      | Australien | Ryssland |